# Mihail Saltîkov-Șcedrin
Mihail Evgrafovici Saltîkov-Șcedrin (n. 15/27 ianuarie 1826, Spas-Ugol⁠(d), Kvashyonkovsky rural settlement⁠(d), Moscova, Rusia – d. 28 aprilie/10 mai 1889, Sankt Petersburg, Imperiul Rus) a fost un prozator rus. Fondator al literaturii acuzatoare, pe linia satirică inițiată de Gogol. Principalele sale opere sunt Domnii Golovliov și Istoria unui oraș.